# صاریغ چهارچشم مک‌ایلنی
صاریغ چهارچشم مک‌ایلنی (نام علمی: Philander mcilhennyi) نام یک گونه از سرده صاریغ‌های چهارچشم است.